# Escuelas Oficiales de Idiomas

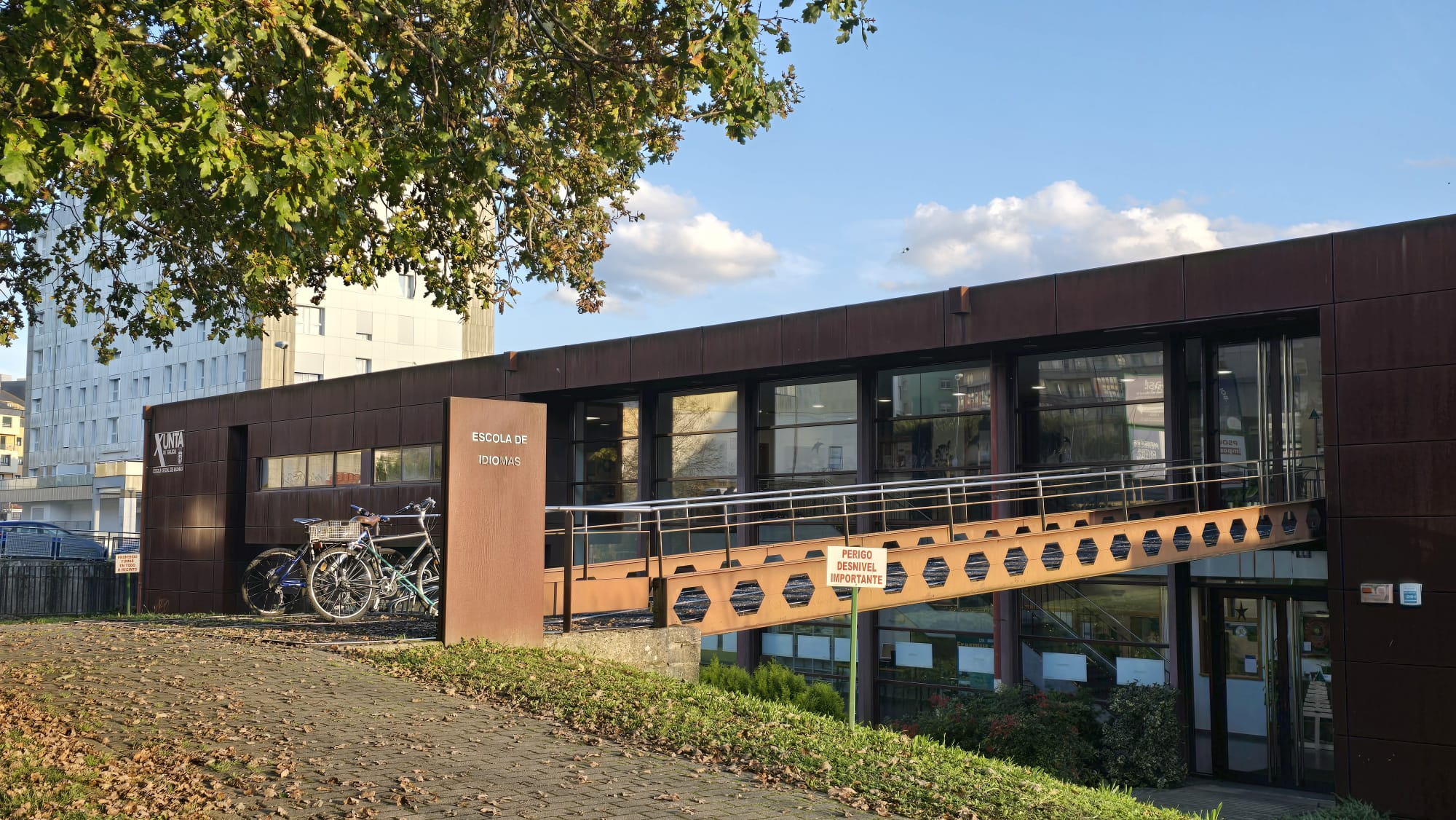
Sprachschule in Lugo

Die Escuelas Oficiales de Idiomas (EOI) sind ein Netz aus Sprachlernzentren in  Spanien. Das Curriculum basiert auf dem Gemeinsamen Europäischen Referenzrahmen für Sprachen. Am Ende jedes Sprachkurses wird ein europaweit anerkanntes Zertifikat erstellt.

## Geschichte
Die erste Sprachschule wurde in Madrid im Jahr 1911 gegründet. Auf dem Lehrplan standen Englisch, Französisch und Deutsch. 1912 wurden Spanisch für Ausländer und marokkanisches Arabisch aufgenommen und kurz danach Italienisch, Portugiesisch und Esperanto. 1957 kam Russisch hinzu. Die damalige Russischlehrerin berichtete, dass während der ersten Kurse ein Geheimdienstpolizist im Klassenraum war.
1960 wurden die neuen Schulen in Barcelona, Valencia und Bilbao gegründet. Später wurden neue Schulen in verschiedenen Städten Spaniens eröffnet, und es kamen weitere Sprachen hinzu. Derzeit gehören ca. 300 Sprachzentren zum staatlichen Netz, in dem mehr als 20 Fremdsprachen gelehrt werden.

## Aufnahme
Zur Aufnahme bei einer EOI ist die spanische Staatsangehörigkeit erforderlich. Ersatzweise ist die Aufnahme möglich mit der Staatsangehörigkeit eines anderen Mitgliedsstaates der Europäischen Union oder einer legalen Aufenthaltserlaubnis in Spanien.
Das Mindestalter beträgt 16 Jahre. Bei Sprachen, die nicht in der Sekundärschule angeboten werden, beträgt das Mindestalter nur 14 Jahre.